# Balbeggie
Balbeggie ist eine Ortschaft in der schottischen Council Area Perth and Kinross und der traditionellen schottischen Grafschaft Perthshire. Sie ist etwa sieben Kilometer nordöstlich von Perth und etwa 21 km westlich von Dundee gelegen. Im Jahre 1991 verzeichnete Balbeggie 782 Einwohner, was einen deutlichen Einwohnerzuwachs bedeutet. So lebten 1971 nur 325 und 1961 und 284 Personen dort.
Ende des 19. Jahrhunderts befanden sich eine presbyterianische Kirche sowie eine Schule für 120 Schüler in Balbeggie. Letztere wurde 1879 durchschnittlich von 68 Schülern besucht. Heute ist Balbeggie über die A94, die von Perth nach Forfar führt, an das Fernstraßennetz angeschlossen. Die nächstgelegenen Städte entlang der Straße sind Scone im Südwesten und Coupar Angus im Nordosten. Etwa 700 m in südwestlicher Richtung ist der Flughafen von Perth gelegen.